# 神島田村
神島田村（かみしまだむら）は、かつて愛知県海東郡にあった村。
現在の津島市南部（鹿伏兎町・半頭町・中一色町など）に該当する。

## 歴史
- 1878年（明治11年） - 中一色村に日光新田の一部[1]、落合新田の一部[2]、鬼頭新田の一部[2]が編入される。
- 1889年（明治22年）10月1日 - 半右衛門新田村、頭長村、唐臼村、鹿伏兎村、中一色村の大部分[3]が合併し、神島田村が発足。
- 1906年（明治39年）7月1日 - 千秋村、大井村と合併し、永和村発足。同日神島田村は廃止。
- 1956年（昭和31年）4月1日 - 永和村が分割され、旧・神島田村の地域は津島市に編入される。